# Det går nok over
|  | Denne artikel er oprettet af botten PalnaBot ud fra en ekstern database. Den kan derfor have sproglige fejl eller mangler. Denne skabelon kan fjernes efter kontrol af indholdet. |

Det går nok over er en dansk dokumentarfilm fra 2003 skrevet og instrueret af Cecilia Neant-Falk.

## Handling
Da 14-årige My forelskede sig i Scully fra tv-serien X-Files, blev hun klar over, at hun var til piger. Men ingen måtte vide det. For hvordan fortæller man sin familie og alle vennerne, at man er lesbisk? Da filminstruktøren selv var 14 år, spurgte hun i en annonce i et teenagemagasin: "Findes der en pige, som både er til drenge og piger?" Der kom svar fra hele landet. 15 år senere indrykker hun den samme annonce. My, Joppe og Natalie er tre af de 80 piger, der svarer. Filmen er indspillet over en periode på fire år. My, Joppe og Natalie har fået et kamera hver og fortæller bag lukkede døre til kameraet; om mor og far, som ikke ved noget, om lærerne, der siger, at homoseksuelle har fejl i generne, og om at bo i et samfund, hvor alle ved alt om alle.